# 罗志军 (1951年)
罗志军（1951年12月—2023年4月1日），男，汉族，辽宁凌源人，中华人民共和国政治人物。1968年2月参加工作，1969年4月加入中国共产党。中国政法大学政治学与行政管理系政治学专业在职研究生毕业，在职研究生学历，法学硕士学位，高级经济师。曾任江苏省人民政府省长、中共江苏省委书记、江苏省人大常委会主任、第十三届全国政协农业和农村委员会主任。中共第十七届中央候补委员、第十八届中央委员。

## 生平

### 早年经历及共青团任职
罗志军于1968年参军入伍，曾在北海舰队服役。1978年转业后，被分配北京医用射线机工作，任该厂的团委书记。1980年，进入共青团机关报《中国青年报》报社工作；先后担任发行处副处长，报社副秘书长、秘书长；1990年，转任共青团另一下属的机构中日青年交流中心任管委会委员、副总经理；1993年升任共青团中央常委兼实业发展部部长。1994年，兼任中国青年实业发展总公司董事长，并进入中国政法大学进修，于次年获得政治学硕士学位。

### 政坛生涯
罗志军曾经长期在共青团中央工作，在共青团系统打下基础，具有“团派”背景，且在1995年9月获得“外放”江苏的机会，任南京市人民政府副市长。1996年11月，任中共南京市委常委、副市长。2001年9月，任中共南京市委副书记、副市长，同年10月任南京市人民政府代市长，并于次年1月正式当选为南京市市长。
2003年4月，任中共江苏省委常委、南京市委书记。2007年12月，任中共江苏省委副书记。2008年1月，正式当选为江苏省人民政府省长。
2010年12月6日，接替已退休的梁保华任中共江苏省委书记，同时辞去了省长职务。2011年2月，兼任江苏省人大常委会主任。2016年6月30日，不再担任中共江苏省委书记职务，由李强接替。
2016年7月2日，十二届全国人大常委会第二十一次会议任命罗志军为全国人大环境与资源保护委员会副主任委员。2017年1月18日，不再担任江苏省人大常委会主任职务。2018年3月，任第十三届全国政协农业和农村委员会主任。2023年3月退休。

### 逝世
2023年4月1日因病于北京逝世，享年72岁。同年4月5日，在北京市八宝山殡仪馆举行遗体送别仪式，中国大陆官媒人民日报报道称罗志军为「中国共产党的优秀党员」。中央通訊社、星岛日报均声称罗志军是自杀身亡。

## 主编书籍
- 《基于科教资源优势建设创新型城市的南京模式》，2007经济科学出版社
- 《“四个全面”战略布局研究丛书·总论》，2015江苏人民出版社

## 家庭背景
罗志军的父亲罗文（1913—1996）早年留学日本，1935年参加东北军，西安事变后投向延安参加八路军和中国共产党。中华人民共和国成立后官至解放军总后勤部装备部副部长；1964年晋升少将军衔。